# Saint-Léger (Luxemburgo)
Saint-Léger é um município da Bélgica localizado no distrito de Virton, província de Luxemburgo, região da Valônia.